# عنوان شرکتی
عنوان‌های کسب و کار، عنوان‌های مدیریت ارشد شرکتی یا به اختصار عنوان‌های شرکتی به مقام‌های یک شرکت یا سازمان اعطا می‌شود و نشان‌دهنده وظایف و مسئولیت‌های آن‌ها در سازمان است. چنین عناوینی در شرکت‌های انتفاعی عمومی و خصوصی استفاده می‌گردد. علاوه بر این، بسیاری سازمان‌های غیرانتفاعی، موسسه‌های آموزشی، شراکتها و موسسه‌های انفرادی نیز این عناوین را اعطا می‌کنند.
عناوین مدیران بالاترین سطح معمولاً با نام «رئیس» (انگلیسی: Chief) شروع می‌شوند و به نام «سطح C» شناخته می‌شوند. در فارسی این عناوین می‌توانند با کلمه «ارشد» همراه باشند. سه عنوان سنتی این سطح عبارتند از: مدیر عامل اجرایی (CEO)، مدیر ارشد عملیات (COO) و مدیر ارشد مالی (CFO). امروزه در سازمان‌هایی که در حوزه فناوری قرار دارند، مدیر ارشد فناوری (CTO) برای مدیریت توسعه فناوری ظهور می‌کند. همچنین، مدیر ارشد فناوری اطلاعات (CIO) در سازمان‌هایی که در زمینه فناوری اطلاعات فعالیت می‌کنند یا به آن وابسته هستند، بر امور فناوری اطلاعات نظارت می‌کند.

## برخی عناوین سطح C
- مدیر عامل
- مدیر ارشد مالی
- مدیر ارشد اداری
- مسئول ارشد اجرایی
- مدیر ارشد فناوری
- رئیس اجرایی حسابرسی
- مدیر ارشد کسب و کار